# We Are the People
We Are the People – drugi singel australijskiego zespołu Empire of the Sun wydany na ich debiutanckiej płycie Walking on a Dream.
Teledysk do utworu został nagrany w Meksyku. Reżyserował go Josh Logue.

## Lista utworów
Singiel CD
1. „We Are the People” – 4:34
2. „We Are the People” (Sam La More Remix) – 7:33
3. „Walking on a Dream” (Neon Neon Mix) – 3:51
4. „Walking on a Dream” (Danger Racing Remix) – 4:37

Singiel 7" (UK, barwiony winyl)
1. „We Are the People” – 4:34
2. „Romance to Me” – 3:25

EP (iTunes)
1. „We Are the People” – 4:32
2. „We Are the People” (Shazam Remix) – 5:44
3. „Walking on a Dream” (Danger Racing Remix) – 4:37
4. „Walking on a Dream” (Neon Neon Mix) – 3:49

EP (remiksy, iTunes)
1. „We Are the People” (Shapeshifters Club Remix) – 8:17
2. „We Are the People” (Shapeshifters Radio Edit) – 4:02
3. „We Are the People” (The Golden Filter Remix) – 7:12
4. „We Are the People” (Style of Eye Remix) – 8:08
5. „We Are the People” (Canyons Ancient Gods Mix) – 8:23
6. „We Are the People” (Burns Remix) – 6:51

## Listy przebojów
| Lista przebojów | Pozycja |
| --------------- | ------- |
| Australia       | 24      |
| Belgia          | 20      |
| Dania           | 33      |
| Grecja          | 4       |
| Irlandia        | 23      |
| Wielka Brytania | 14      |
| Włochy          | 31      |
| Niemcy*         | 1       |
| Nowa Zelandia   | 14      |
| Szwecja         | 40      |
| Szwajcaria      | 43      |
| Polska          | 19      |

| Pozycja | 20 | 12 | 9 | 12 | 9 | 19 | 11 | 14 | 12 | 19 | 12 | 20 | 15 | 12 | 5 | 14 | 16 | 16 | – | – | – |

* W Niemczech w latach 2010–2011

## Certyfikacja
| Lista     | Certyfikacja | Sprzedaż |
| --------- | ------------ | -------- |
| Australia | Złoto        | 35,000+  |